# Ichneumon lineolatus
Ichneumon lineolatus är en stekelart som beskrevs av Gmelin 1790. Ichneumon lineolatus ingår i släktet Ichneumon och familjen brokparasitsteklar. Inga underarter finns listade i Catalogue of Life.